# سوسن أبو عفار
سوسن أبو عفار (13 مايو 1950-) ممثلة سورية من أصول  فلسطينية.

## حياتها ومشوارها المهني
هي من خريجات المعهد العالي للفنون المسرحيّة في دمشق عام «1990».
بدايتها كانت في عدد من المسرحيات منها (مات ثلاث مرات) مع المخرج (حاتم علي)، ومع المخرج مانويل جيجي بمسرحية (الآلية)، التي كرمت من خلالها في مهرجان القاهرة، لتتجه بعدها إلى العمل بمجال الدراما التلفزيوينة حيث شاركت بمسلسل (مدير بالصدفة) عام 1996 

### حياتها الأسرية
متزوجة من الفنان السوري أندريه سكاف ولديها منه إبنه اسمها سوناتا 

## أعمالها

### في التلفزيون
- مدير بالصدفة (1996)
- أحلا عبدو (1998)
- عيش وشوف (1999)
- سباق للزواج (2000) بدور «أم أحلام»
- الو جميل الو هناء (2004)
- سحابة صيف (2009)
- وراء الشمس (2010)
- أبواب الغيم (2010)
- مطلوب رجال (2010) بدور «زهرة»
- الدبور (2010)
- سوق الورق (2011)
- أبو جانتي 2 (2012)
- المصابيح الزرق (2012)
- خرزة زرقا (2013)
- حدود شقيقة (2013)
- خان الدراويش (2014)
- غدا نلتقي (2015)
- تشيللو (2015)
- بلا غمد (2016) بدور «أم خولة»
- أحمر (2016) بدور ام ربحي
- باب الحارة 9 (2017)
- قناديل العشاق (2017) بدور «بهية»
- هواجس عابرة (2018) بدور «انسام»
- أمنيات بعيدة (2019)
- مسافة أمان (2019)
- عندما تشيخ الذئاب (2019)
- سوق الحرير (2020)
- اولاد آدم (2020) بدور «هالة غالب»
- خريف العشاق (2021) بدور «أم فادي»
- تاج 2024
- (نسمات أيلول ) 2025

### في المسرح
- فتى الغرب المدلل المخرج بولوني
- «سوبر ماركت» ل أيمن زيدان
- «مات 3 مرّات» ل حاتم علي
- «عنبر رقم6» لجواد الأسدي
- «الآلية» لمانويل جيجي
- «كذا انقلاب» لبسام كوسا
- «محاولة طيران» لوليد قوتلي
- زجاج للمخرج أسامة غنم 2015
- «كذا انقلاب» للكاتب عزيز نيسن،
- «دون كيشوت»
- مسرحية للأطفال بعنوان «الصياد والسمكة»

## روابط خارجية
- سوسن أبو عفار على موقع قاعدة بيانات الأفلام العربية